# 장 2세 달브레

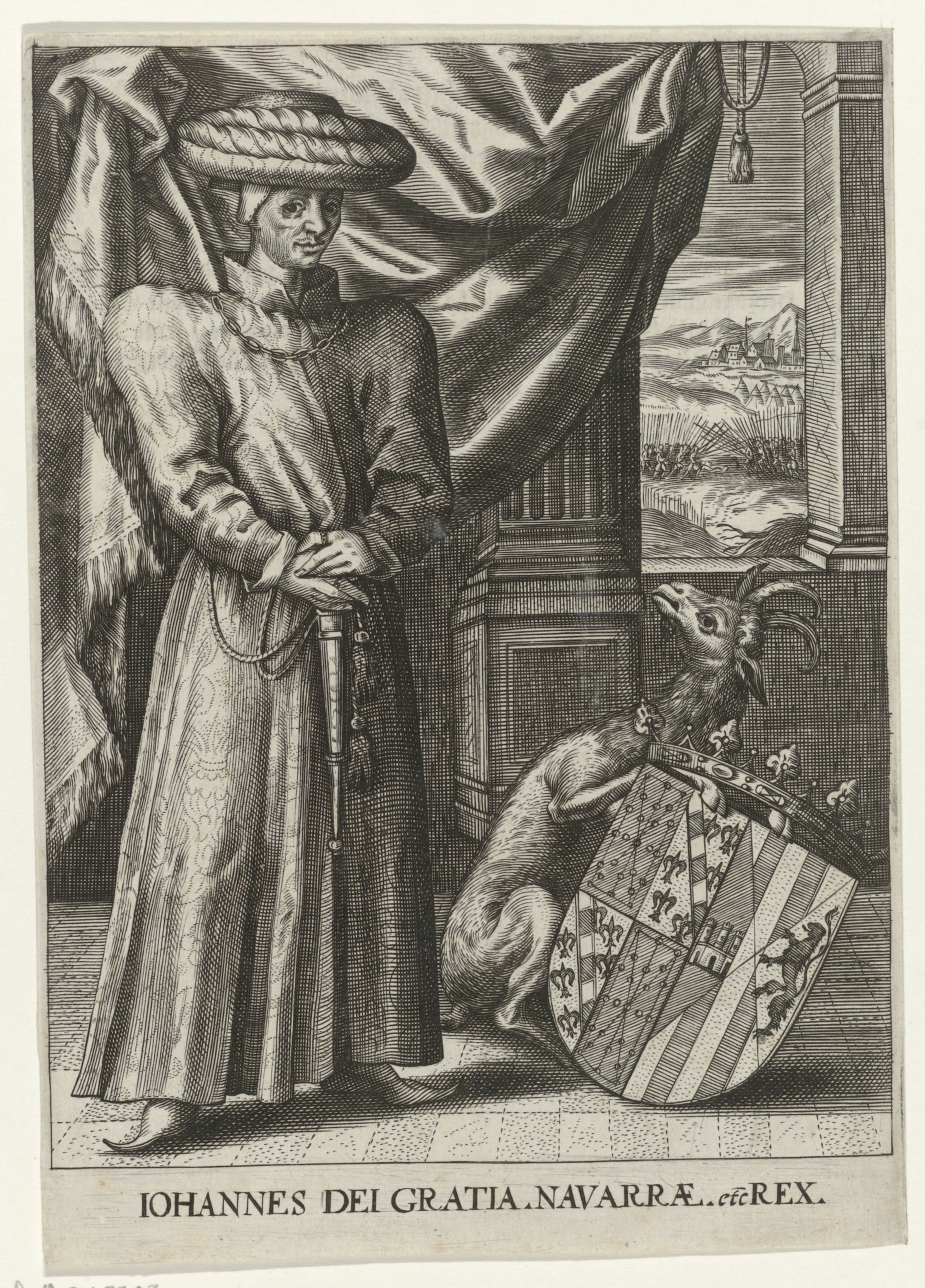
장 2세 달브레 백작

장 2세 달브레(프랑스어: Jean II d'Albret)는 페리고르 백작, 리모주 자작이다. 후에 나바라 왕국의 여왕 카탈리나와 혼인하여 나바라 명예왕 호아네스 3세(바스크어: Joanes III.a Nafarroakoa)로 즉위하였다.
부친은 알랭 달브레이며 모친은 페리고르 백작부인, 리모주 자작부인 프랑수아즈 드 사티용이다.